# Courlac
Courlac est une commune du Sud-Ouest de la France, située dans le département de la Charente (région Nouvelle-Aquitaine).
Ses habitants sont les Courlacois et les Courlacoises.

## Géographie

### Localisation et accès
Courlac est une petite commune rurale du Sud-Charente située à 4 km au nord de Chalais. Elle se trouve dans la vallée de la Tude, qu'emprunte la voie ferrée Paris-Bordeaux.
Elle est située à 8 km d'Aubeterre, 12 km de Montmoreau et à 39 km au sud d'Angoulême.
Elle est traversée par deux routes départementales, la D 140 qui va vers Chalais et qui passe au pied du bourg en longeant la voie ferrée, et la D 137 (Montboyer à Bonnes) qui coupe la vallée de la Tude au nord. La D 674, route d'Angoulême à Libourne, passe à 1,5 km à l'ouest du bourg.
La gare la plus proche est celle de Chalais, desservie par des TER à destination d'Angoulême et de Bordeaux.

### Hameaux et lieux-dits
L'habitat est très dispersé et de nombreux hameaux composent la commune. Le bourg a l'importance d'un de ses hameaux, et la mairie est située chez Blanchet, à 2 km du bourg.

### Communes limitrophes
| Montboyer |         | Bellon       |
|           | Courlac |              |
| Orival    |         | Saint-Romain |

### Géologie et relief
La commune est dans les coteaux du Campanien (Crétacé supérieur), calcaire crayeux qui occupe une grande partie du Sud Charente. La vallée de la Tude, à l'ouest, est occupée par des alluvions récentes du Quaternaire,,.
Le point culminant de la commune est à une altitude de 139 m, situé en limite sud-est. Le point le plus bas est à 48 m, situé le long de la Tude en limite ouest. Le bourg, surplombant la vallée de la Tude, est à 80 m d'altitude.

### Hydrographie

#### Réseau hydrographique

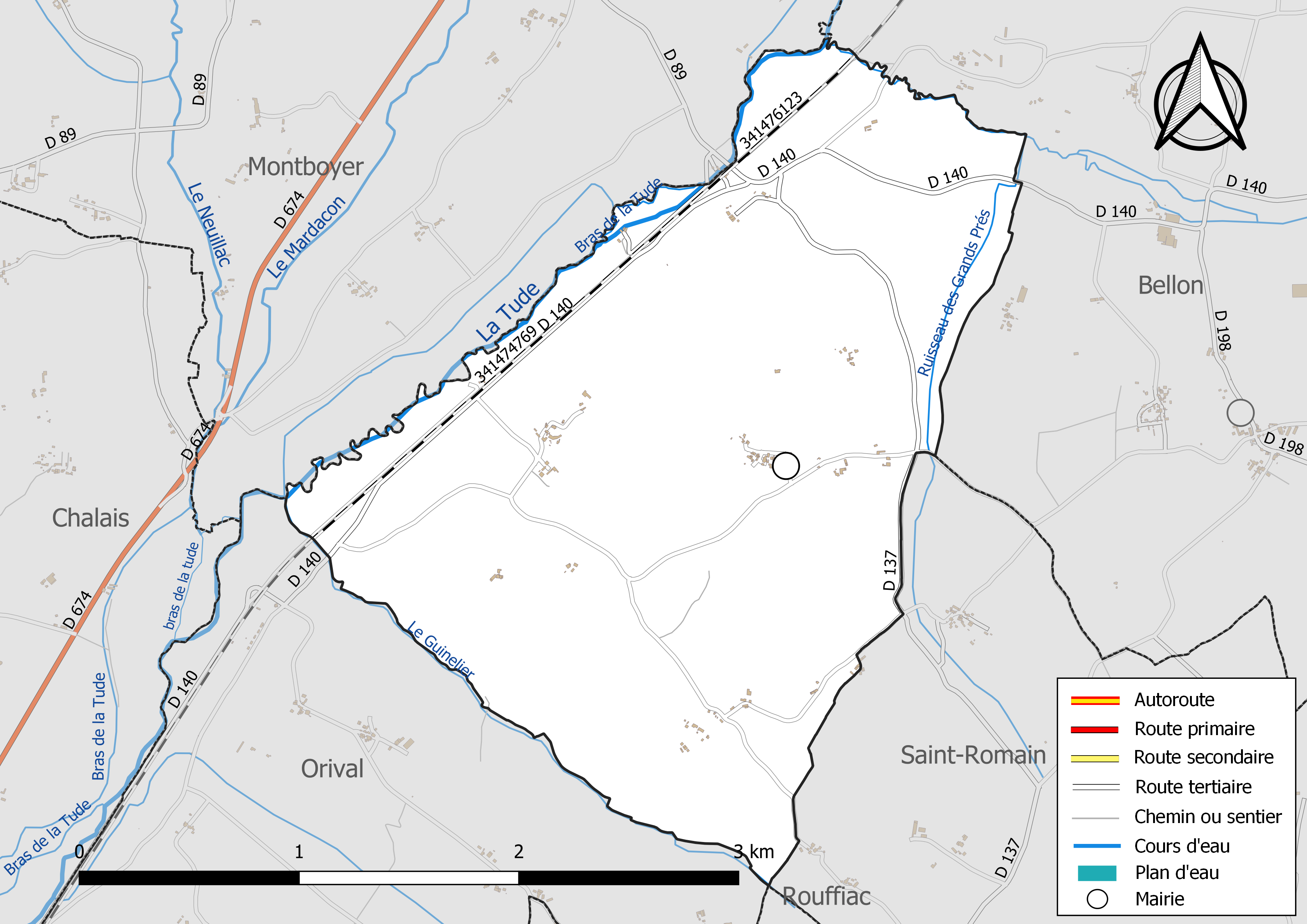
Réseaux hydrographique et routier de Courlac.

La commune est située dans le bassin de la Dordogne au sein  du Bassin Adour-Garonne. Elle est drainée par la Tude, le Guinelier, le ruisseau des Grands Prés et par deux petits cours d'eau, qui constituent un réseau hydrographique de 6 km de longueur totale,.
La Tude imite la commune à l'ouest. D'une longueur totale de 43,3 km, elle prend sa source dans la commune de Boisné-La Tude et se jette  dans la Dronne dans la Dordogne, à Parcoul-Chenaud, après avoir traversé 15 communes.
Le Guinelier, petit affluent de la Tude sur sa rive gauche, limite la commune au sud. Sur la limite orientale coule du sud au nord un autre petit affluent, la Grande Fontaine, appelé aussi le ruisseau des Grands Prés.

#### Gestion des eaux
Le territoire communal est couvert par le schéma d'aménagement et de gestion des eaux (SAGE) « Isle - Dronne ». Ce document de planification, dont le territoire regroupe les bassins versants de l'Isle et de la Dronne, d'une superficie de 7 500 km2, a été approuvé le 2 août 2021. La structure porteuse de l'élaboration et de la mise en œuvre est l'établissement public territorial de bassin de la Dordogne (EPIDOR). Il définit sur son territoire les objectifs généraux d’utilisation, de mise en valeur et de protection quantitative et qualitative des ressources en eau superficielle et souterraine, en respect des objectifs de qualité définis dans le troisième SDAGE  du Bassin Adour-Garonne qui couvre la période 2022-2027, approuvé le 10 mars 2022.

### Climat
Comme dans les trois quarts sud et ouest du département, le climat est océanique aquitain.

### Milieux naturels et biodiversité

#### Natura 2000
Bordé à l'ouest par la Tude, le territoire communal est concerné par le site Vallée de la Tude, identifié dans le réseau Natura 2000 comme important pour la conservation d'espèces animales européennes menacées,.
Seize espèces animales inscrites à l'annexe II de la directive 92/43/CEE de l'Union européenne y ont été répertoriées.
- un amphibien : le Sonneur à ventre jaune (Bombina variegata) ;
- un crustacé, l'Écrevisse à pattes blanches (Austropotamobius pallipes) ;
- six insectes : l'Agrion de Mercure (Coenagrion mercuriale), le Cerf-volant (mâle) ou la Grande biche (femelle) (Lucanus cervus), la Cordulie à corps fin (Oxygastra curtisii), le Cuivré des marais (Lycaena dispar), le Damier de la succise (Euphydryas aurinia) et le Gomphe de Graslin (Gomphus graslinii) ;
- cinq mammifères : la Loutre d'Europe (Lutra lutra) et le Vison d'Europe (Mustela lutreola), et trois chauves-souris : la Barbastelle d'Europe (Barbastella barbastellus), le Murin à oreilles échancrées (Myotis emarginatus) et le Petit rhinolophe (Rhinolophus hipposideros) ;
- deux poissons : le Chabot fluviatile (Cottus perifretum) et la Lamproie de Planer (Lampetra  planeri) ;
- un reptile : la Cistude (Emys orbicularis).

Vingt-six autres espèces animales importantes y ont été recensées dont quatorze sont concernées par l'annexe IV de la directive habitats.

#### ZNIEFF
À Courlac, sur un périmètre quasi identique à celui du site Natura 2000 ci-dessus, la vallée de la Tude fait partie de la ZNIEFF de type II nommée « Vallées de la Nizonne, de la Tude et de la Dronne en Poitou-Charentes »,.
Vingt-deux espèces déterminantes d'animaux y ont été répertoriées :
- un amphibien : la Rainette verte (Hyla arborea) ;
- un crustacé, l'Écrevisse à pattes blanches (Austropotamobius pallipes) ;
- cinq insectes dont trois lépidoptères : l'Azuré de la sanguisorbe (Phengaris teleius), le Cuivré des marais (Lycaena dispar) et le Fadet des laîches (Coenonympha oedippus) et deux odonates : l'Agrion de Mercure (Coenagrion mercuriale) et la Cordulie à corps fin (Oxygastra curtisii) ;
- sept mammifères : la Loutre d'Europe (Lutra lutra) et le Vison d'Europe (Mustela lutreola), ainsi que cinq chauves-souris : le Murin à moustaches (Myotis mystacinus), l'Oreillard roux (Plecotus auritus), la Pipistrelle de Kuhl (Pipistrellus kuhlii), le Petit rhinolophe (Rhinolophus hipposideros) et la Sérotine commune (Eptesicus serotinus) ;
- quatre oiseaux : l'Alouette lulu (Lullula arborea), le Martin-pêcheur d'Europe (Alcedo atthis), le Milan noir (Milvus migrans) et le Tarier des prés (Saxicola rubetra) ;
- trois poissons : le Chabot commun (Cottus gobio), la Lamproie de Planer (Lampetra  planeri) et le Toxostome (Parachondrostoma toxostoma) ;
- un reptile : la Cistude (Emys orbicularis).

Vingt-neuf autres espèces animales (quatre mammifères et vingt-cinq oiseaux) y ont été recensées.

## Urbanisme

### Typologie
Au 1er janvier 2024, Courlac est catégorisée commune rurale à habitat très dispersé, selon la nouvelle grille communale de densité à 7 niveaux définie par l'Insee en 2022.
Elle est située hors unité urbaine et hors attraction des villes,.

### Occupation des sols
L'occupation des sols de la commune, telle qu'elle ressort de la base de données européenne d’occupation biophysique des sols Corine Land Cover (CLC), est marquée par l'importance des territoires agricoles (77,5 % en 2018), une proportion identique à celle de 1990 (77,5 %). La répartition détaillée en 2018 est la suivante : 
zones agricoles hétérogènes (47 %), terres arables (26,7 %), forêts (22,5 %), prairies (3,9 %). L'évolution de l’occupation des sols de la commune et de ses infrastructures peut être observée sur les différentes représentations cartographiques du territoire : la carte de Cassini (XVIIIe siècle), la carte d'état-major (1820-1866) et les cartes ou photos aériennes de l'IGN pour la période actuelle (1950 à aujourd'hui).

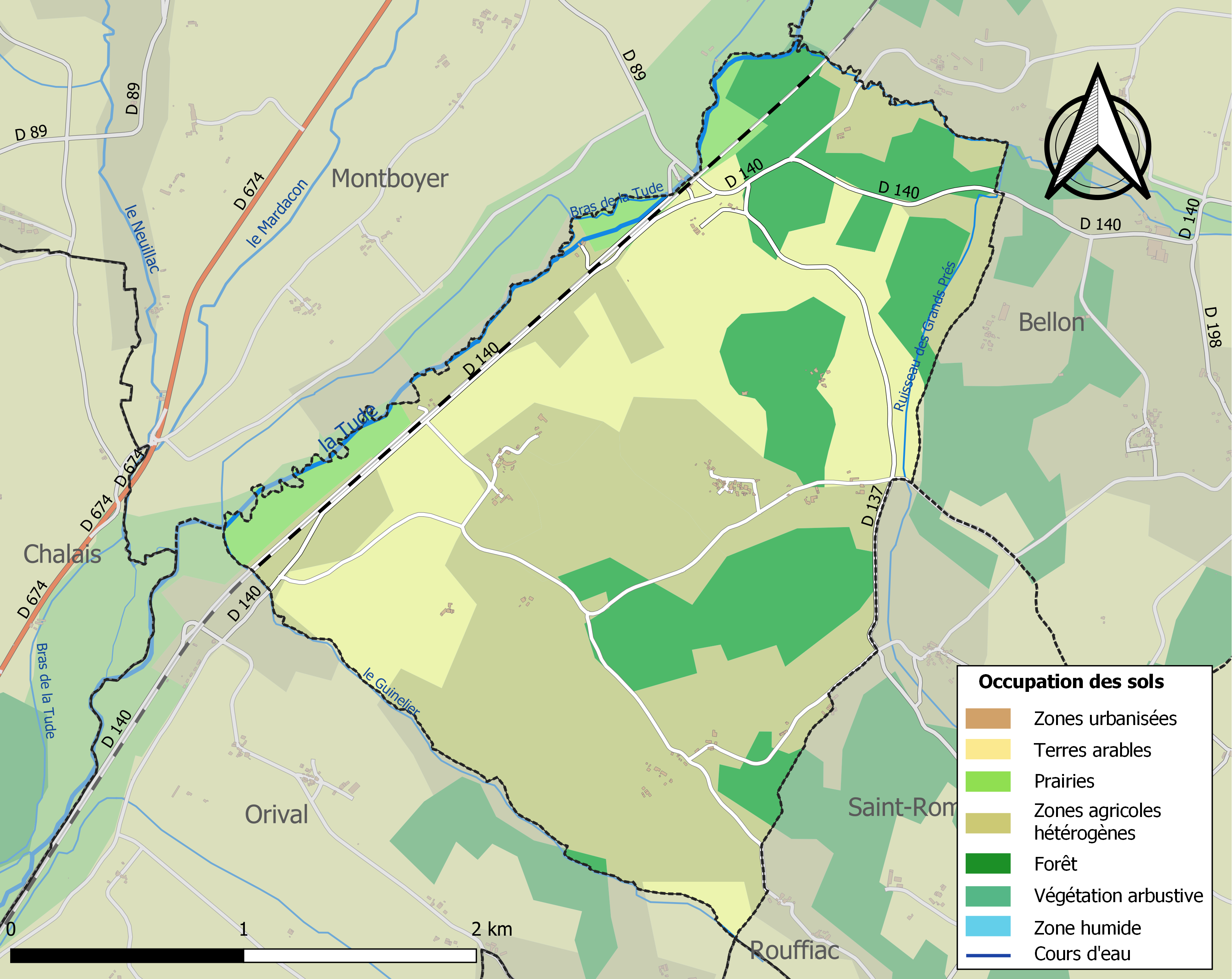
Carte des infrastructures et de l'occupation des sols de la commune en 2018 (CLC).

### Risques majeurs
Le territoire de la commune de Courlac est vulnérable à différents aléas naturels : météorologiques (tempête, orage, neige, grand froid, canicule ou sécheresse) et séisme (sismicité faible). Un site publié par le BRGM permet d'évaluer simplement et rapidement les risques d'un bien localisé soit par son adresse soit par le numéro de sa parcelle.

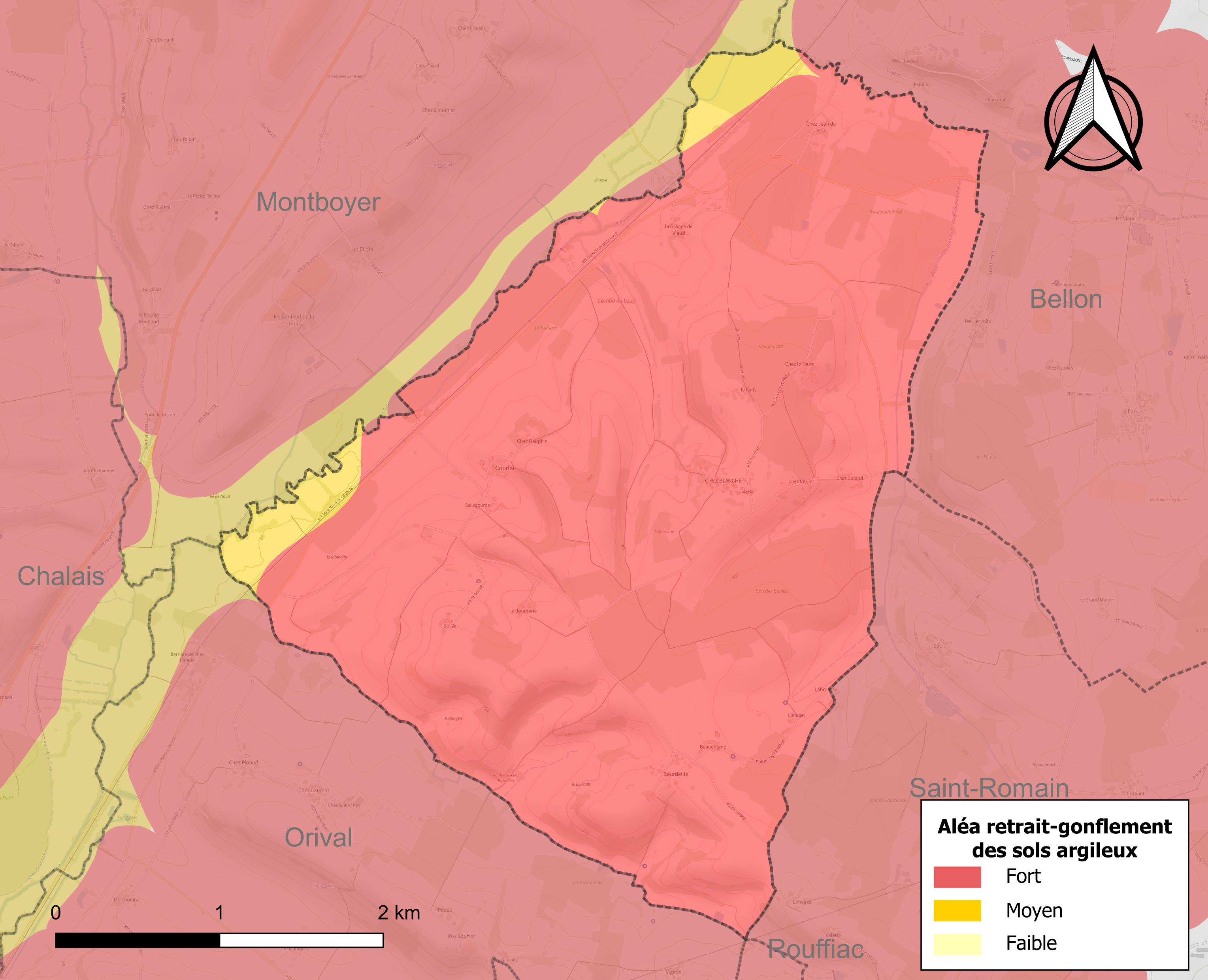
Carte des zones d'aléa retrait-gonflement des sols argileux de Courlac.

Le retrait-gonflement des sols argileux est susceptible d'engendrer des dommages importants aux bâtiments en cas d’alternance de périodes de sécheresse et de pluie. La totalité de la commune est en aléa moyen ou fort (67,4 % au niveau départemental et 48,5 % au niveau national). Sur les 60 bâtiments dénombrés sur la commune en 2019, 60 sont en aléa moyen ou fort, soit 100 %, à comparer aux 81 % au niveau départemental et 54 % au niveau national. Une cartographie de l'exposition du territoire national au retrait gonflement des sols argileux est disponible sur le site du BRGM,.
Par ailleurs, afin de mieux appréhender le risque d’affaissement de terrain, l'inventaire national des cavités souterraines permet de localiser celles situées sur la commune.
La commune a été reconnue en état de catastrophe naturelle au titre des dommages causés par les inondations et coulées de boue survenues en 1982, 1983, 1988 et 1999. Concernant les mouvements de terrains, la commune a été reconnue en état de catastrophe naturelle au titre des dommages causés par des mouvements de terrain en 1999.

## Toponymie
Les formes anciennes attestées sont Curlac en 1083-1098, Corlac, Curlhac (non datés, avant XVe siècle), Curlaco en 1178, Corlaco en 1215.
L'origine du nom de Courlac remonterait à un personnage gallo-romain Corleius (ou plutôt Corellius d'après Dauzat) auquel est apposé le suffixe -acum, ce qui correspondrait à Corleiacum, ou « domaine de Corleius »,.

## Histoire
L'église de Courlac était au Moyen Âge dans l'ancien diocèse de Périgueux.
Lors de la Révolution, la paroisse de Courlac, qui dépendait du marquis d'Aubeterre, a émis un cahier de doléances lors d'une assemblée le 8 mars 1789. La commune comptait alors 60 foyers.

## Administration

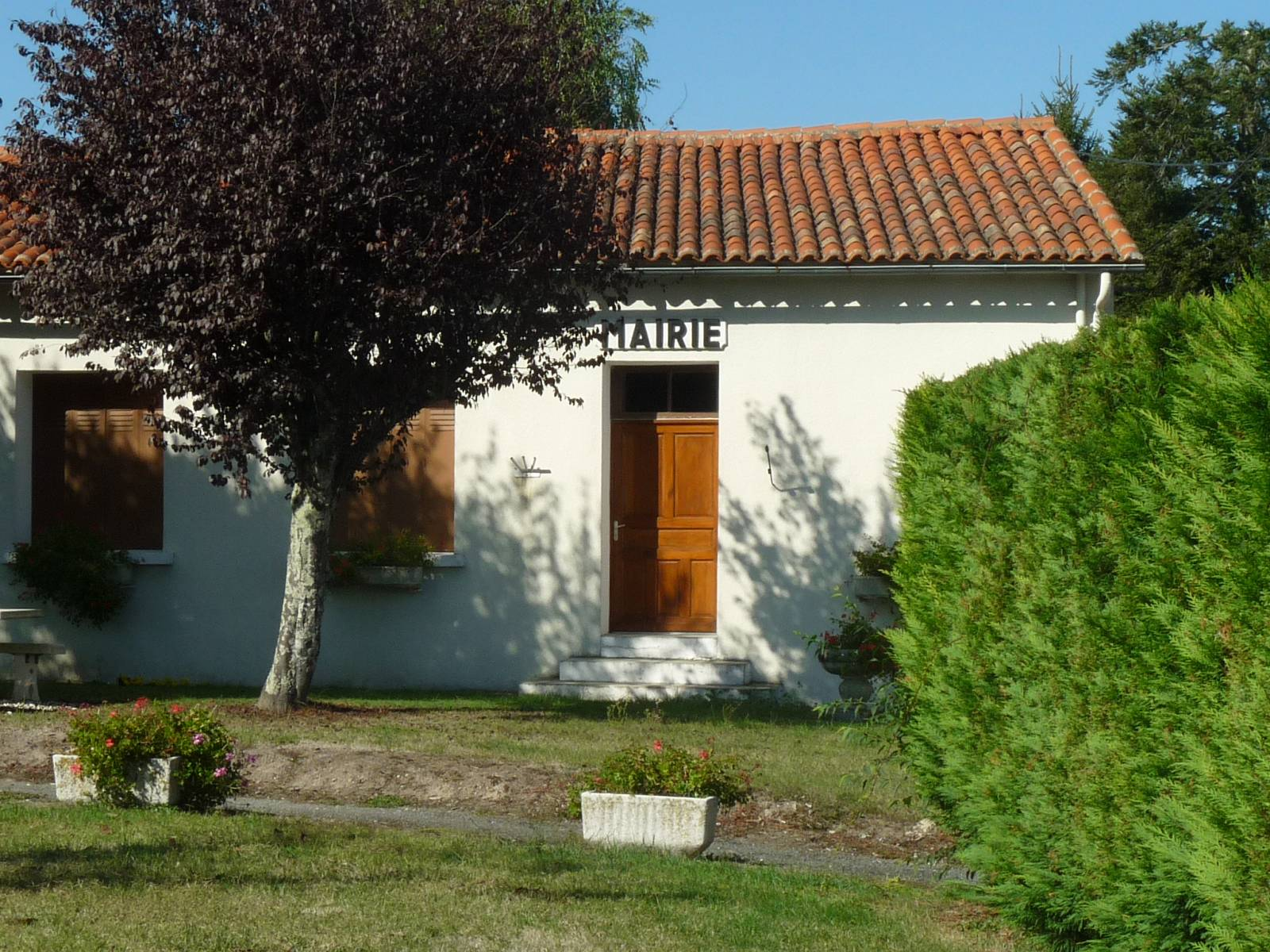
La mairie, chez Blanchet.

| Période                                  | Période  | Identité             | Étiquette | Qualité                  |
| ---------------------------------------- | -------- | -------------------- | --------- | ------------------------ |
| Les données manquantes sont à compléter. |          |                      |           |                          |
| 2001                                     | 2008     | Alain Nancel-Penard  |           |                          |
| 2008                                     | 2014     | Thierry Crochet      | SE        | Ingénieur en maintenance |
| 2014                                     | En cours | François Di Virgilio |           |                          |

## Démographie

### Évolution démographique
L'évolution du nombre d'habitants est connue à travers les recensements de la population effectués dans la commune depuis 1793. Pour les communes de moins de 10 000 habitants, une enquête de recensement portant sur toute la population est réalisée tous les cinq ans, les populations de référence des années intermédiaires étant quant à elles estimées par interpolation ou extrapolation. Pour la commune, le premier recensement exhaustif entrant dans le cadre du nouveau dispositif a été réalisé en 2004.

En 2022, la commune comptait 58 habitants, en évolution de +9,43 % par rapport à 2016 (Charente : −0,48 %, France hors Mayotte : +2,11 %).
| 1793 | 1800 | 1806 | 1821 | 1831 | 1841 | 1846 | 1851 | 1856 |
| ---- | ---- | ---- | ---- | ---- | ---- | ---- | ---- | ---- |
| 252  | 242  | 299  | 308  | 334  | 307  | 335  | 309  | 315  |

| 1861 | 1866 | 1872 | 1876 | 1881 | 1886 | 1891 | 1896 | 1901 |
| ---- | ---- | ---- | ---- | ---- | ---- | ---- | ---- | ---- |
| 312  | 294  | 290  | 270  | 265  | 264  | 233  | 261  | 264  |

| 1906 | 1911 | 1921 | 1926 | 1931 | 1936 | 1946 | 1954 | 1962 |
| ---- | ---- | ---- | ---- | ---- | ---- | ---- | ---- | ---- |
| 260  | 248  | 199  | 171  | 169  | 186  | 152  | 131  | 132  |

| 1968 | 1975 | 1982 | 1990 | 1999 | 2004 | 2006 | 2009 | 2014 |
| ---- | ---- | ---- | ---- | ---- | ---- | ---- | ---- | ---- |
| 92   | 84   | 80   | 64   | 59   | 63   | 66   | 66   | 55   |

| 2019 | 2022 | - | - | - | - | - | - | - |
| ---- | ---- | - | - | - | - | - | - | - |
| 57   | 58   | - | - | - | - | - | - | - |

### Pyramide des âges
La population de la commune est relativement âgée.
En 2018, le taux de personnes d'un âge inférieur à 30 ans s'élève à 21 %, soit en dessous de la moyenne départementale (30,2 %). À l'inverse, le taux de personnes d'âge supérieur à 60 ans est de 50,9 % la même année, alors qu'il est de 32,3 % au niveau départemental.
En 2018, la commune comptait 28 hommes pour 28 femmes, soit un taux de 50 % de femmes, légèrement inférieur au taux départemental (51,59 %).
Les pyramides des âges de la commune et du département s'établissent comme suit.
| Hommes | Classe d’âge | Femmes |
| ------ | ------------ | ------ |
| 0,0    | 90 ou +      | 3,6    |
| 24,1   | 75-89 ans    | 17,9   |
| 24,1   | 60-74 ans    | 32,1   |
| 13,8   | 45-59 ans    | 14,3   |
| 10,3   | 30-44 ans    | 17,9   |
| 3,4    | 15-29 ans    | 3,6    |
| 24,1   | 0-14 ans     | 10,7   |

| Hommes | Classe d’âge | Femmes |
| ------ | ------------ | ------ |
| 1      | 90 ou +      | 2,7    |
| 9,2    | 75-89 ans    | 12     |
| 20,6   | 60-74 ans    | 21,3   |
| 20,7   | 45-59 ans    | 20,3   |
| 16,8   | 30-44 ans    | 16     |
| 15,6   | 15-29 ans    | 13,4   |
| 16,1   | 0-14 ans     | 14,3   |

## Économie

### Agriculture
La viticulture occupe une petite partie de l'activité agricole. La commune est située dans les Bons Bois, dans la zone d'appellation d'origine contrôlée du cognac.

## Lieux et monuments
- L'église paroissiale Saint-Georges, romane du XIIe siècle, coiffée d'un clocher pointu datant du XIXe siècle, est située au bourg. Le retable en bois date du XVIIe siècle. De nombreuses pièces du mobilier ont été inscrits monument historique à titre objets en 2004[37].
- Le parc communal James-Petit, situé Chez Blanchet à la mairie, simple mais arboré et accueillant.

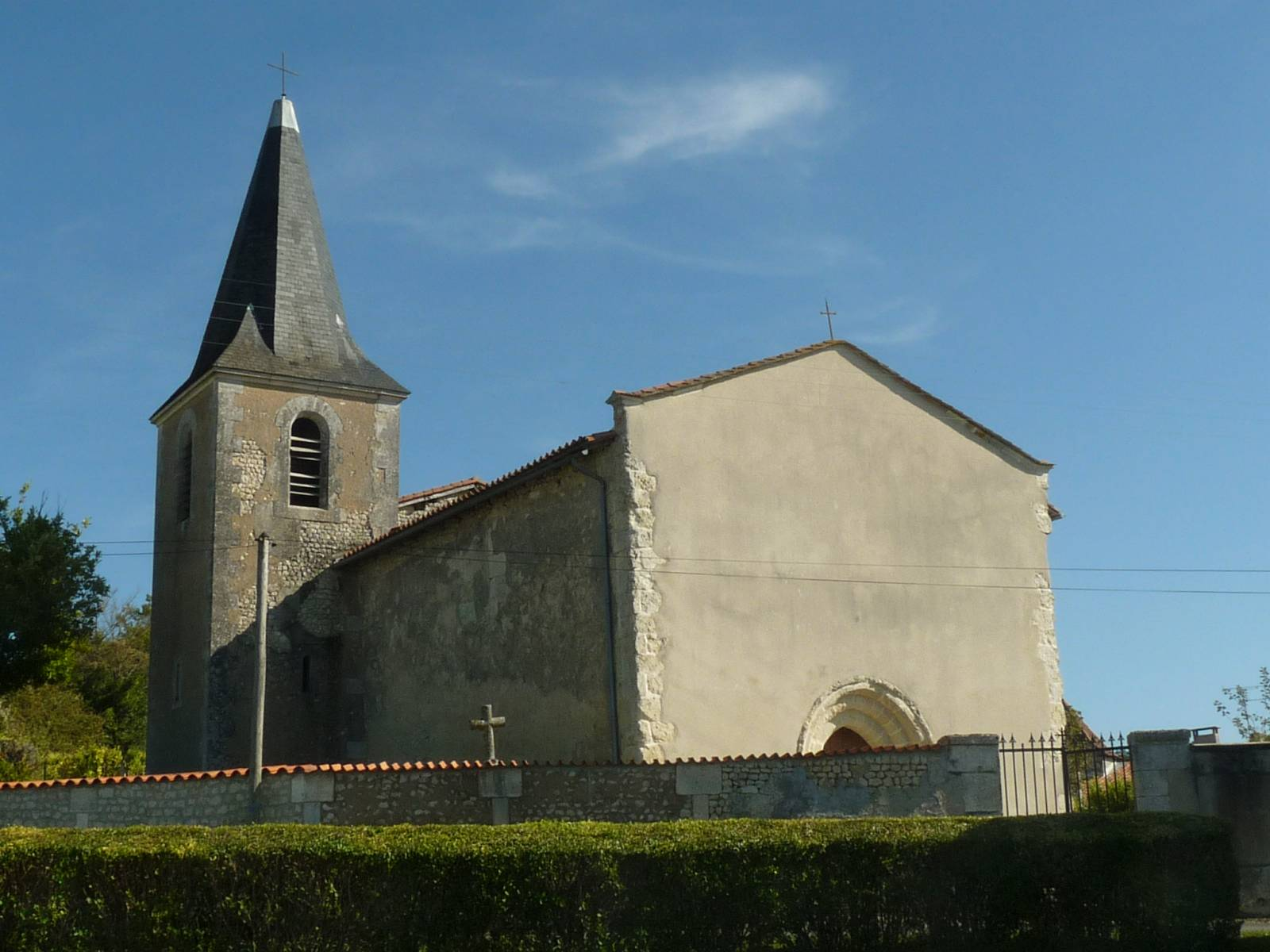
L'église.
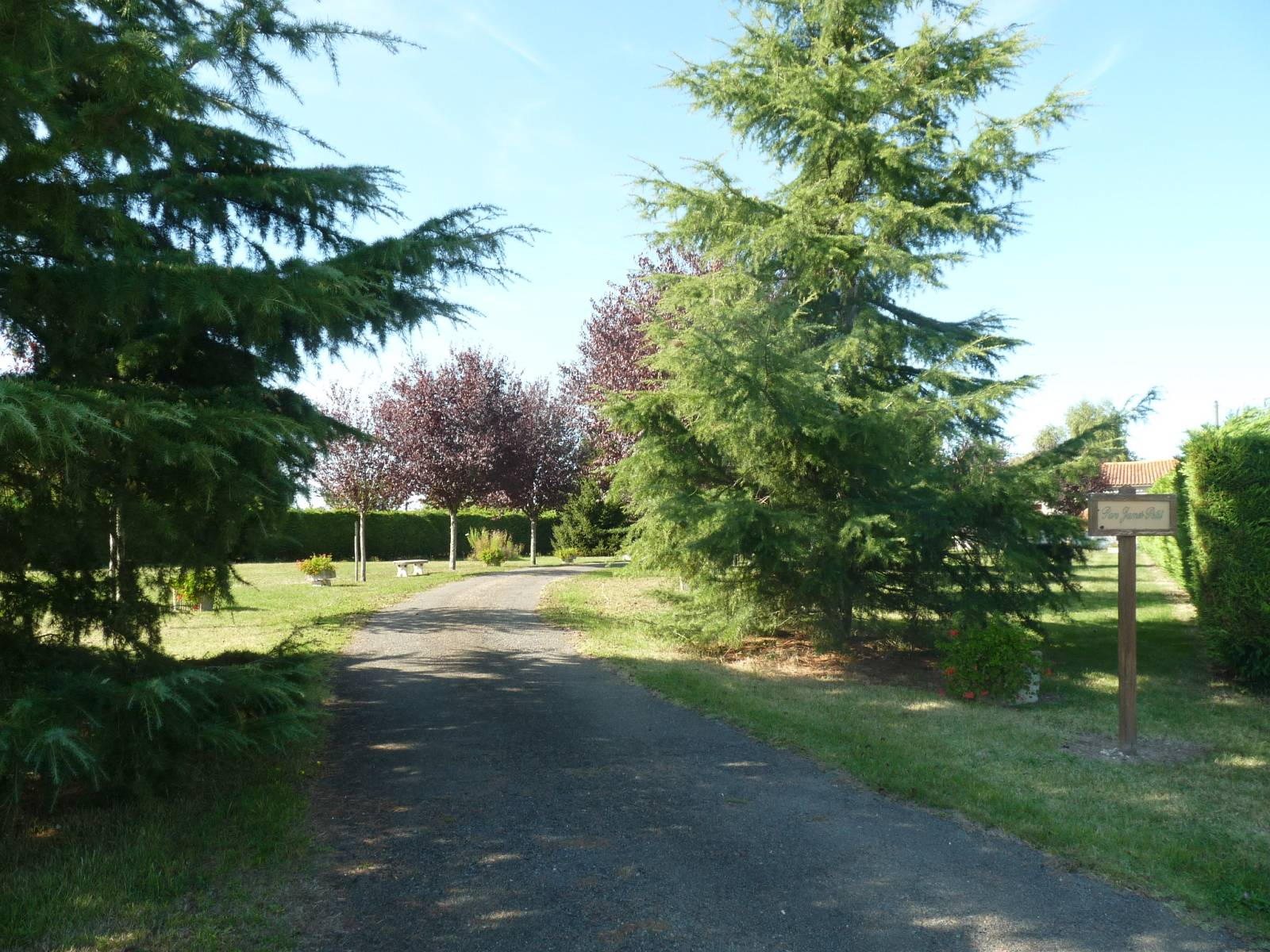
Le parc James-Petit.